# When We Are Married
When We Are Married é um filme de comédia dramática britânico de 1943, dirigido por Lance Comfort e estrelado por Sydney Howard, Raymond Huntley e Olga Lindo.

## Elenco
- Sydney Howard ... Henry Ormondroyd
- Raymond Huntley ... Albert Parker
- Olga Lindo ... Maria Helliwell
- Marian Spencer ... Annie Parker
- Ethel Coleridge ... Clara Soppitt
- Lloyd Pearson ... Joe Helliwell
- Ernest Butcher ... Herbert Soppitt
- Barry Morse ... Gerald Forbes
- Lesley Brook ... Nancy Holmes
- Marjorie Rhodes ... Sra. Northup
- Charles Victor ... Sr. Northup
- Cyril Smith ... Fred Dyson
- George Carney ... Landlord
- Lydia Sherwood ... Lottie Grady
- Patricia Hayes ... Ruby Birtle